# Paul Jacoulet
Paul Jacoulet (1896-1960) est un artiste français ayant vécu la majeure partie de sa vie au Japon, et plus généralement en Asie, connu pour ses estampes japonaises ukiyo-e fines et colorées.

## Biographie
Paul Jacoulet est né prématuré, rue de Rome à Paris, le 23 janvier 1896. Il restera toute sa vie d’une santé très précaire. Dès l’âge de trois ans, il quitte la France avec sa mère Jeanne Pétrau-Lartigues de Membiel (1874-1940), pour aller rejoindre au Japon son père, Paul Frédéric Jacoulet (1872-1921), professeur de français à l’École des hautes études commerciales de Tokyo ainsi qu'à l’École des langues étrangères depuis 1897.
Paul Jacoulet reste souvent alité à cause de ses problèmes de santé. Il est scolarisé dans les écoles japonaises et adopte la langue, la culture et le mode de vie japonais. Il s'initie au dessin dès l'âge de 11 ans.
En 1920, sa mère lui trouve un emploi d'interprète à l'ambassade de France mais, fréquemment malade, Paul Jacoulet décide de démissionner. Au décès subit de son père le 2 janvier 1921, sa mère quitte le Japon et laisse son fils derrière elle. Elle ne revient de Paris qu'en février 1929, avant de partir en Corée, colonie japonaise, à la fin octobre, rejoindre son nouveau mari, le médecin Hiroshi Nakamura, professeur à l’université impériale de Keijō. C'est ainsi à l'occasion de ces visites à sa mère que Paul Jacoulet dessine des portraits de Coréens.

### La découverte de la Micronésie
Paul Jacoulet décide de suivre un camarade et de découvrir la Micronésie, qui est alors le mandat des îles du Pacifique, mandat de la Société des Nations sous administration de l'empire du Japon depuis 1920. Il part pour un premier voyage en mars 1929 avec son ami Yujirô Iwasaki et est très profondément marqué par ce séjour, qui le décide à devenir artiste.
Il peint de nombreuses esquisses et aquarelles sur son itinéraire. Chaque année, jusqu’en 1932, il passe les printemps dans les îles Mariannes sur l'île de Saipan, dans les Îles Carolines, aux Îles Yap, Chuuk et Pohnpei, dans les Palaos, les îles Marshall, les Manado et les Célèbes.
L’artiste prend conscience de la fragilité de certaines populations de Micronésie, notamment de l’île de Yap, auxquelles il s’attache particulièrement. Il fixe sur le papier ces scènes évanescentes de vies pleines de charme. Hommes, femmes, enfants, objets de la vie quotidienne, parures, tatouages, bijoux ou accessoires deviennent des sujets artistiques, qu’il replacera plus tard dans ses estampes lumineuses qui renouvellent le genre de l'ukiyo-e.

### L'institut Jacoulet des estampes
En 1933, il crée son atelier, qu'il nomme l’Institut Jacoulet des estampes (Jacoulet Hanga Kenkyu-jo), dans le quartier d'Asakusa à Tokyo. Il collabore avec des maîtres graveurs et imprimeurs, selon la tradition du ukiyo-e. Il produit et expose ses premières séries d’estampes et connaîtra bientôt une certaine renommée.
Pendant la Seconde Guerre mondiale, Paul Jacoulet reste dans sa maison de Tokyo et ne déménage à Karuizawa, dans les montagnes de la préfecture de Nagano, que lorsque les bombardements sont trop violents sur la ville, en 1944. Son travail artistique s'arrête, la clientèle étrangère ayant quitté le Japon et les matériaux se font rares. Il se consacre donc à la culture de fruits et de légumes pour assurer sa subsistance. Il est toutefois un des rares étrangers à être autorisé à voyager à Saipan et à Okinawa. Il fréquente aussi Noël Nouet, autre Français créateur d'estampes vivant depuis 1926 au Japon.

### Reconnaissance américaine
Avec l'occupation américaine du Japon, Paul Jacoulet est recruté à l'automne 1946 par le commandant Charles T. McDowell pour devenir professeur d'art au Tokyo Army College (1946-1948), à la demande du général Douglas MacArthur, grand collectionneur de son œuvre. Cet intérêt de MacArthur, alors au sommet de sa carrière, contribuera à la notoriété de Paul Jacoulet aux États-Unis. Trois expositions sont organisées sur deux bases américaines au Japon dès 1946. Paul Jacoulet achète un grand terrain et une maison à Karuizawa, où il emménage en mars 1948.
Quinze estampes paraissent en 1948, trois l’année suivante, puis au rythme de trois à six par an jusqu’en 1960. Les expositions à l’étranger se succèdent, d'abord sur la base américaine de Guam en 1947, puis à Los Angeles en 1950, New York en 1951, Helsinki en 1952 et Perth en 1955.
En 1953, la santé de l’artiste se détériore, les premiers symptômes du diabète se manifestent. D’octobre 1954 à avril 1955, Paul Jacoulet entreprend un long voyage avec Thérèse, sa fille adoptive (depuis 1951), et qui est la fille de son assistant Jean-Baptiste Rah. Ce périple les mène à Hong Kong, Singapour, en Australie, à Tahiti et aux Antilles. De retour à Karuizawa, l’artiste prépare un grand projet de cent vingt estampes sur les populations en voie d’extinction en Asie et dans le Pacifique.
Paul Jacoulet meurt de complications liées au diabète le 9 mars 1960. Il est enterré auprès de son père Paul Frédéric au cimetière d'Aoyama à Tokyo.

## Œuvres
Paul Jacoulet sélectionne les meilleurs ustensiles et les meilleurs graveurs. Influencé par le Shin-hanga (新版画), il édite lui-même ses estampes. La quasi-totalité de ces estampes sont des portraits mettant en scène des gens ordinaires du Japon, de Chine, de Corée ou de Micronésie.
Dans ces premières œuvres, l'influence de Paul Gauguin est notable et renforcée par le cadre des estampes, les îles du Pacifique.
Les estampes de Paul Jacoulet sont de deux formats différents : ōban (大判) et un format plus petit (carte postale) de réédition des estampes les plus populaires. Les estampes de format ōban sont au nombre de 166.
Outre ses talents artistiques, Paul Jacoulet était aussi connu pour sa très riche collection de papillons.

## Expositions
- Yokohama Museum of Art, Paul Jacoulet, créateur d'ukiyo-e, couleurs de rêve arc-en-ciel, 19 avril - 15 juin 2003[2].
- Bibliothèque nationale de France, Paul Jacoulet, 5 juillet - 4 septembre 2011[3].
- Musée du quai Branly, Un artiste voyageur en Micronésie, l'univers flottant de Paul Jacoulet, 26 février - 19 mai 2013[4].
- Maison de la culture du Japon à Paris, Paul Jacoulet, un artiste français au Japon (1896-1960), 9 septembre - 15 octobre 2016[5].
- Musée de Tahiti et des Îles, Un artiste voyageur en Micronésie, l’univers flottant de Paul Jacoulet, 7 septembre - 10 décembre 2017[6].
- Karuizawa Oiwakejuku Museum of Local History, Paul Jacoulet et Karuizawa : le peintre français d’ukiyo-e de Karuizawa, 15 septembre - 11 novembre 2018[7].